# Bang2 Buster
Bang² Buster (également appelé Bang Bang Buster sur certains « artworks » des cartouche MVS) est un jeu vidéo de plates-formes développé par Visco en 1994 sur Neo-Geo. Le jeu n'a jamais passé le cap des locations et n'a pas été licencié par SNK. C'est en 2010 que l'entreprise Neo Conception International rachète les droits et publie le titre sur Neo-Geo MVS, Neo-Geo AES et Neo-Geo CD (il conserve son numéro de l'époque, NGM 043),,.
Depuis 2020, le jeu est licencié par PixelHeartet a bénéficié d'une réédition sur Neo-Geo et un portage sur Dreamcast.

## Système de jeu
Bang2 Buster est un jeu de plates-formes qui s'inspire de titres tels que Snow Bros., Nightmare in the Dark et ZuPaPa! sur Neo Geo. Les joueurs incarnent Lazy et Refia à travers sept niveaux situés sur la planète Palua. Chaque niveau est composé de plusieurs sections et se termine par un combat contre un boss. L'objectif est de vaincre une entité maléfique appelée Honey et ses partisans, qui cherchent à dominer leur propre galaxie.
Le gameplay repose sur l'utilisation de projectiles d'énergie permettant d'infliger aux ennemis un état d'inflation, un mécanisme rappelant Dig Dug. Les joueurs peuvent ensuite saisir les ennemis gonflés pour les lancer dans n'importe quelle direction, effectuer un lancer rapide en combinant un double mouvement du joystick avec le bouton d'attaque, ou flotter au-dessus du sol en appuyant plusieurs fois sur le bouton de saut. Les ennemis gonflés restent immobiles jusqu'à ce qu'ils retrouvent leur état normal. Une fois vaincus, ils peuvent laisser derrière eux des bonus et des objets, tels qu'un accélérateur de vitesse ou une bombe détruisant tous les ennemis dans son rayon d'explosion.
Les joueurs disposent d'une certaine résistance aux attaques ennemies, mais chaque coup reçu diminue leur puissance. Lorsque leur santé atteint un point critique, le jeu se termine, sauf s'ils choisissent de continuer.

## Histoire
Dans la lointaine galaxie Kakoi, où les animaux cohabitent paisiblement avec la nature, un collectionneur de peluches s'autoproclamant empereur de l'Univers, Honey, sème la terreur. Obsédé par l'idée d'ajouter de nouveaux spécimens à sa collection, il vise cette fois-ci les deux policiers de l'espace, Lazy et Refia. En répondant à un appel de détresse émis depuis la planète Palua, les deux héros tombent dans un piège tendu par l'empereur et ses généraux. Ils devront utiliser leurs compétences et leur détermination pour échapper à ce traquenard et traverser des niveaux infestés de monstres prêts à les retenir prisonniers.